# Aldania
Aldania (лат.) — род бабочек из семейства нимфалиды (Nymphalidae). Представители рода распространены на Дальнем Востоке, Китае, полуострове Корея.

## Описание
Размах крыльев представителей рода 80 мм. Крылья бабочек буроватые или пепельно-серые или серовато-белые с коричневыми жилками, лишены перевязей и пятен. Крылья затемнены буроватым размытым напылением по краям и вдоль жилок. Самки крупнее самцов, с более широкими и светло-окрашенными крыльями. Рисунок на нижней стороне крыльев у обоих полов в общих деталях не отличается от такового на верхней стороне.

## Биология
Бабочки встречаются в широколиственных и смешанных лесах. Развиваются в одном поколении за год. 

## Виды
- Aldania deliquata (Stichel, 1909)
- Aldania ilos Frühstorfer, 1909
- Aldania imitans (Oberthür, 1897)
- Aldania raddei (Bremer, 1861)
- Aldania themis (Leech, 1890)
- Aldania thisbe (Ménétries, 1859)
- Aldania yunnana (Oberthür, 1906)